# Ньюман, Дэвид (композитор)
Дэвид Луис Ньюман (англ. David Louis Newman; род. 11 марта 1954 года, Лос-Анджелес, штат Калифорния, США) ― американский кинокомпозитор и дирижёр. За свою более чем тридцатилетнюю карьеру он написал музыку для 100 художественных фильмов. Он получил номинацию на премию Оскар за написание партитуры к анимационному фильму 1997 года «Анастасия».

## Жизнь и карьера
Дэвид Луис Ньюман родился 11 марта 1954 года в Лос-Анджелесе, штат Калифорния, в семье Марты Луис (урожденной Монтгомери) и голливудского композитора Альфреда Ньюмана. Его бабушка и дедушка по отцовской линии были еврейскими иммигрантами из России. Он является старшим братом Томаса Ньюмана, Марии Ньюман и двоюродным братом Рэнди Ньюмана, все они также являются композиторами. Он также приходится племянником композиторов Лайонела Ньюмана и Эмиля Ньюмана и двоюродным братом музыканта Джоуи Ньюмана. Получил образование в Университете Южной Калифорнии. С конца 70-х до начала 80-х Ньюман играл на скрипке на большинстве сеансов озвучивания Джона Уильямса в Лос-Анджелесе и благодарит его за то, что много узнал о композиции музыки к фильмам.
Впервые он написал музыку для фильма «Франкенвини» в 1984 году. В 1987 году он написал музыку для комедии «Сбрось маму с поезда». Это было его первое сотрудничество с ДеВито, впоследствии он писал музыку ко всем его фильмам, включая «Война Роузов» (1989), «Чужие деньги» (1991), «Хоффа» (1992), «Матильда» (1996) и «Убить Смучи» (2002). Затем последовали работы в фильмах «Флинстоуны» (1994), «Могучие утки» (1992), «Чокнутый профессор» (1996).
Он получил номинацию на премию Оскар за партитуру анимационного фильма Дона Блута «Анастасия» (1997).
В 1997 году Ньюман начал четырехлетнюю работу в качестве музыкального директора Института Сандэнса и несколько раз дирижировал филармоническим оркестром Лос-Анджелеса.
В феврале 2007 года он был избран президентом Общества киномузыки.
21 мая 2009 года Ньюман был удостоен премии Ричарда Кирка на ежегодной премии BMI Film & Television Awards. Престижная награда ежегодно присуждается композитору, который внес значительный вклад в музыку к кино и телевидению.
С 2012 года он дирижировал Венским оркестром RSO на ежегодном гала-концерте киномузыки Hollywood в Вене, который транслируется по радио и телевидению.
Ньюман ― выпускник и член правления Американской молодежной симфонии.